# Arica
Arica é uma cidade portuária e comuna capital da província homônima e da região de Arica e Parinacota, no Chile. É conhecida naquele país como a ""Cidade da Eterna Primavera"", por seus jardins e por ser a porta norte do Chile. Por sua localização, se caracteriza pela diversidade cultural e a riqueza de sua historia, destacándo-se as múmias chinchorro, famosas por serem as mais antigas do mundo.

## Etimologia
Arica, este nome de origem aymara significa, segundo Rómulo Cúneo Vidal, Ari (rocha) Iqui (lugar de dormir) - Rocha dormida (de aves); segundo Manuel A. Quiroga, Ari (filo) Aka (ponta) - Ponta cortante; e segundo Carlos Auza Arce, Ari (cerro) Acca (vizinho) - Lugar junto ao morro.

## Historia
O território em que se encontra Arica tem estado povoado constantemente por mais de 11 000 anos. Foi ocupado por diversos povos entre os que destacam os camanchacos e os chinchorro um dos primeiros povos com comunidade aldeã a realizar rituais mortuários em todos seus membros, por meio da mumificação.
A região foi dominada pelos Tiwanaku entre os séculos IV e IX, que formaram uma aldeia que chamaram Ariacca, Ariaka ou Ariqui. A zona foi dominada pelos Senhores Regionais (espécie de cacicazgos feudais) entre o século XI e 1473, e posteriormente pelos quechuas (Incas de Cuzco).
Foi ocupada pelos espanhóis em 1536 e fundada por Lucas Martínez Vegaso como vila do Vice-Reino do Peru. A Ata de Fundação da Vila San Marcos de Arica consigna o día 25 de abril de 1541 como o dia de sua fundação. Nesta data, o santuário católico comemora a São Marcos Evangelista.
Seu desenvolvimento foi precário até 1545, data em que o indígena Diego Huallpa descobre em Potosí as maiores e mais ricas minas de prata do Novo Mundo, o que transformou essa distante localidade do Alto Peru na cidade mais populosa do continente. No entanto, Arica se converte no principal porto para escoamento de prata.
Graças aos embarques da prata de Potosí, a Coroa Espanhola lhe outorga o Título de Cidade, passando a chamar-se "A Muito Ilustre e Real Cidade de São Marcos de Arica", no ano 1570, sob o reinado de Felipe II, mostrando em seu escudo de armas o cerro Rico de Potosí.
Em 1612 se publica na Holanda cem mapas da Terra, um dos quais incluía Arica, descrita como o povoado mais meridional conhecido. Isso tornou o porto conhecido entre os piratas. Dada a sua importância, Arica foi visitada por piratas como Francis Drake, Thomas Cavendish, Richard Hawkins, Joris van Spilbergen, Watling, Simón de Cordes, Leandro de Valencia, Sharp, Dampier, Clipperton.
Com  as Guerras de Independência Hispano-americana, Arica se converte em um dos principais focos emancipadores do Peru, sendo proclamada sua independência em 28 de junho de 1821. O ariquenho Hipólito Unanue tornou-se Presidente do Conselho de Governo em 1827. 
A constitução peruana de 1823 designou a Província de Arica como parte do Departamento de Arequipa. Sob a Província de Arica se encontravam Tacna e San Lorenzo de Tarapacá. Durante a guerra civil de 1844, Arica se declarou vivanquista, diferentemente de Tacna e Tarapacá, que apoiaram o constitucionalismo.

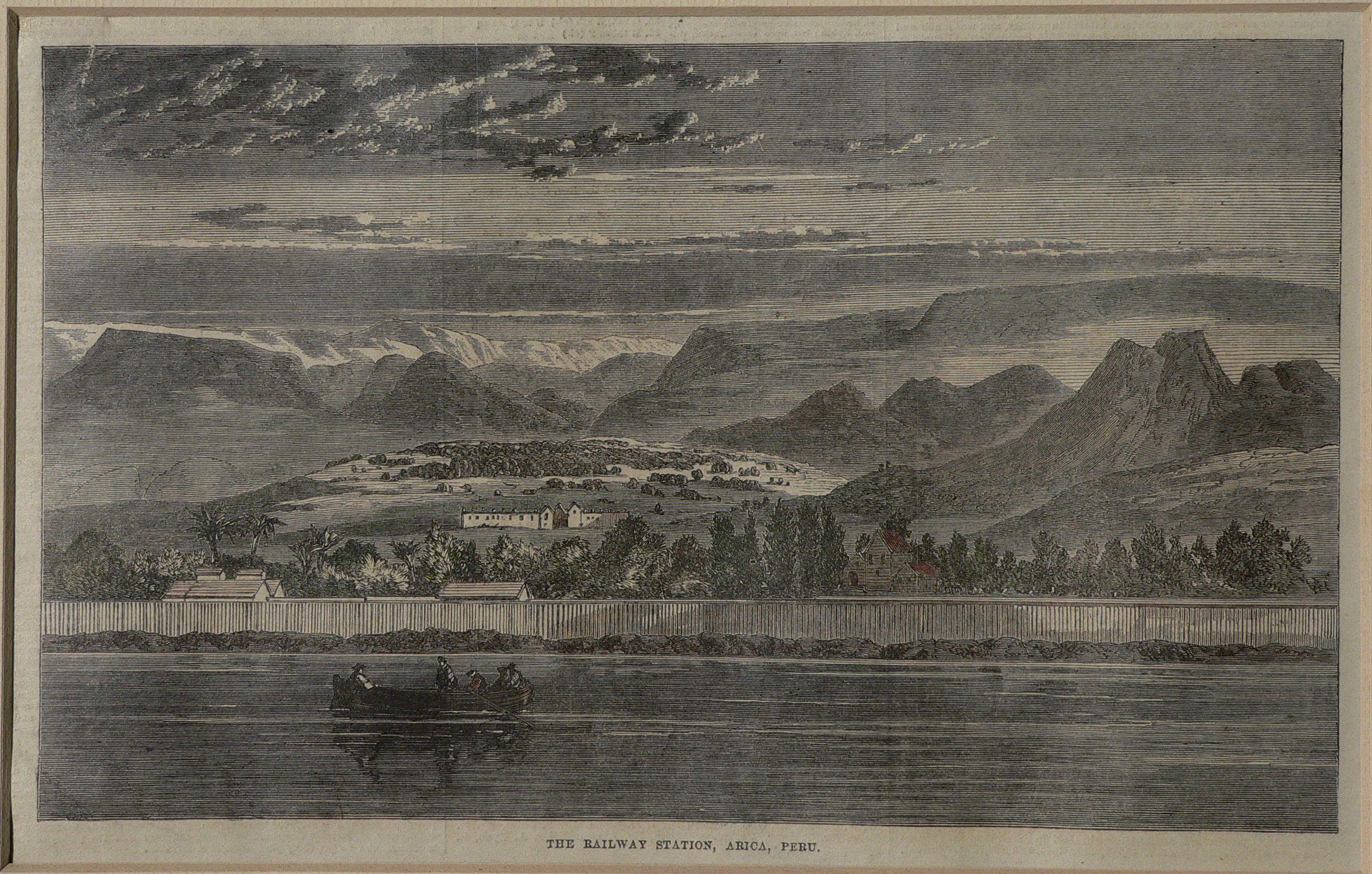
Gravado da Estação de FFCC Arica em 1860

A ferrovia chegou a Arica em 1855, durante o governo do Presidente Ramón Castilla, natural de San Lorenzo de Tarapacá, quando no dia de Natal o primeiro comboio uniu as cidades de Arica e Tacna, convertendo-se na terceira ferrovia mais antiga da América e a mais antiga atualmente em funcionamento.
Em 1868, a cidade foi praticamente destruída em sua totalidade por um terremoto de 8,5 graus de magnitude aproximadamente e um maremoto de ondas de 7 a 10 metros. O fenômeno se repetiu, desta vez com epicentro nas costas próximas a Iquique, no ano de 1877.
Em 1879, o Chile declarou guerra ao Peru e Bolívia, e a cidade foi cenário do Combate Naval de Arica e da Batalha de Arica, chamada também Assalto e Tomada do Morro de Arica, em 7 de junho de 1880. Depois do Tratado de Ancón a cidade passou formalmente à administração chilena por dez anos. Um plebiscito definiria se pertenceria à Tacna no Chile, ou ao Peru. Este plebiscito não se realizou. Em seu lugar, firmou-se o Tratado de Lima em 1929, que estabeleceu que a Província de Arica pertenceria ao Chile.

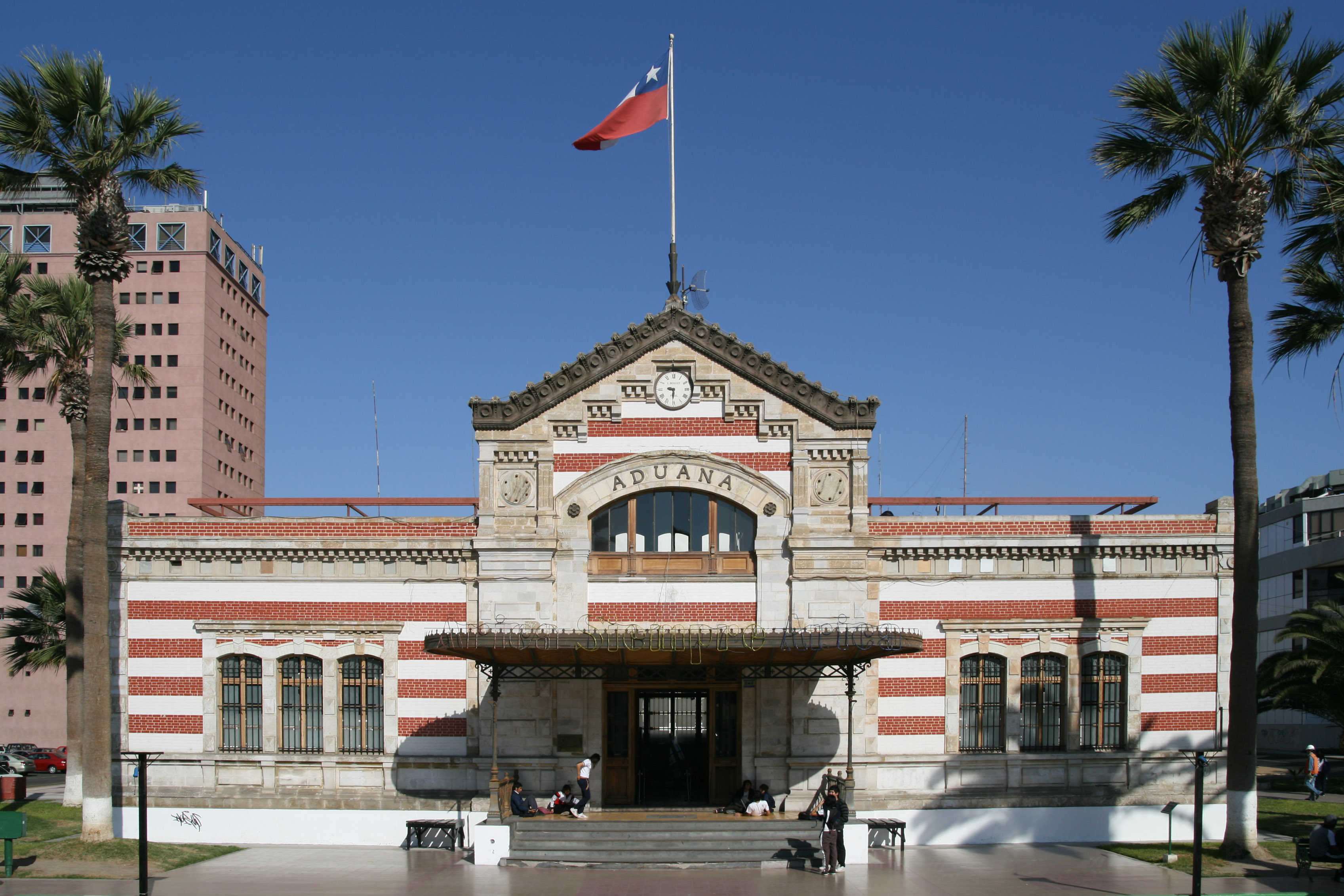
Casa da Cultura, ex-aduana.

Para a Guerra Civil de 1891, Arica se encontrava defendida pelo batalhão Quillota. O resto das forças de governo se mobilizou até Zapiga a mando do coronel Eulogio Robles Pinochet. As tropas fixaram em Pozo Almonte seu quartel general, onde se enfrentaram as forças congressistas. Na batalha morre o coronel Robles em 7 de março e os sobreviventes mais um quinto de Linha (100 soldados) se dirigem a Arica. Nesta ação são derrotadas as forças de governo e as forças congressistas dominam o norte do Chile.
Em 1958, durante o governo do presidente Carlos Ibáñez del Campo, se decreta a criação do Porto Livre, o plano de industrialização e a criação da Junta de Adelanto de Arica. Os resultados deste período ainda se podem ver na cidade, em distintas obras de engenharia e planejamento.
Logo da terminação destas, com a chegada do Regime Militar do Chile nos anos 1970, a economia da cidade começa a estagnar. Situada entre duas zonas francas em Iquique e Tacna, a economia local se baseia praticamente em serviços terciários, como o transporte público e o comércio minoritário, com a instalação de feiras.
No dia 21 de outubro de 2006, o presidente Ricardo Lagos Escobar, em um ato próximo ao terminal aéreo da cidade, firma o projeto de lei que criará a Região de Arica e Parinacota, que teria a esta cidade como a capital regional.
Em 23 de março de 2007, no Parque Benjamín Vicuña Mackenna da cidade, a presidente Michelle Bachelet firma o decreto que promulga a lei que cria a Região de Arica e Parinacota.

## Geografia

### Climatologia
O clima da zona é desértico costeiro, que influenciado pela massa marina e a Corrente de Humboldt, se caracteriza pelas nuvens abundantes, baixa oscilação e amplitude térmica no outono até o inverno e parte inicial da primavera, mas isso se altera no verão, quando as temperaturas chagam a duplicar-se e a oscilação aumenta. Em matéria climatológica, possui o recorde mundial por ser a cidade mais seca do mundo por suas quase nulas precipitações o qual é refletido em seu normal anual de 0,4 mm de água caída. As temperaturas vão desde os 9 graus no mês mais frio, até os 28 graus na estação mais quente; com uma media de 21 °C.

### Demografia

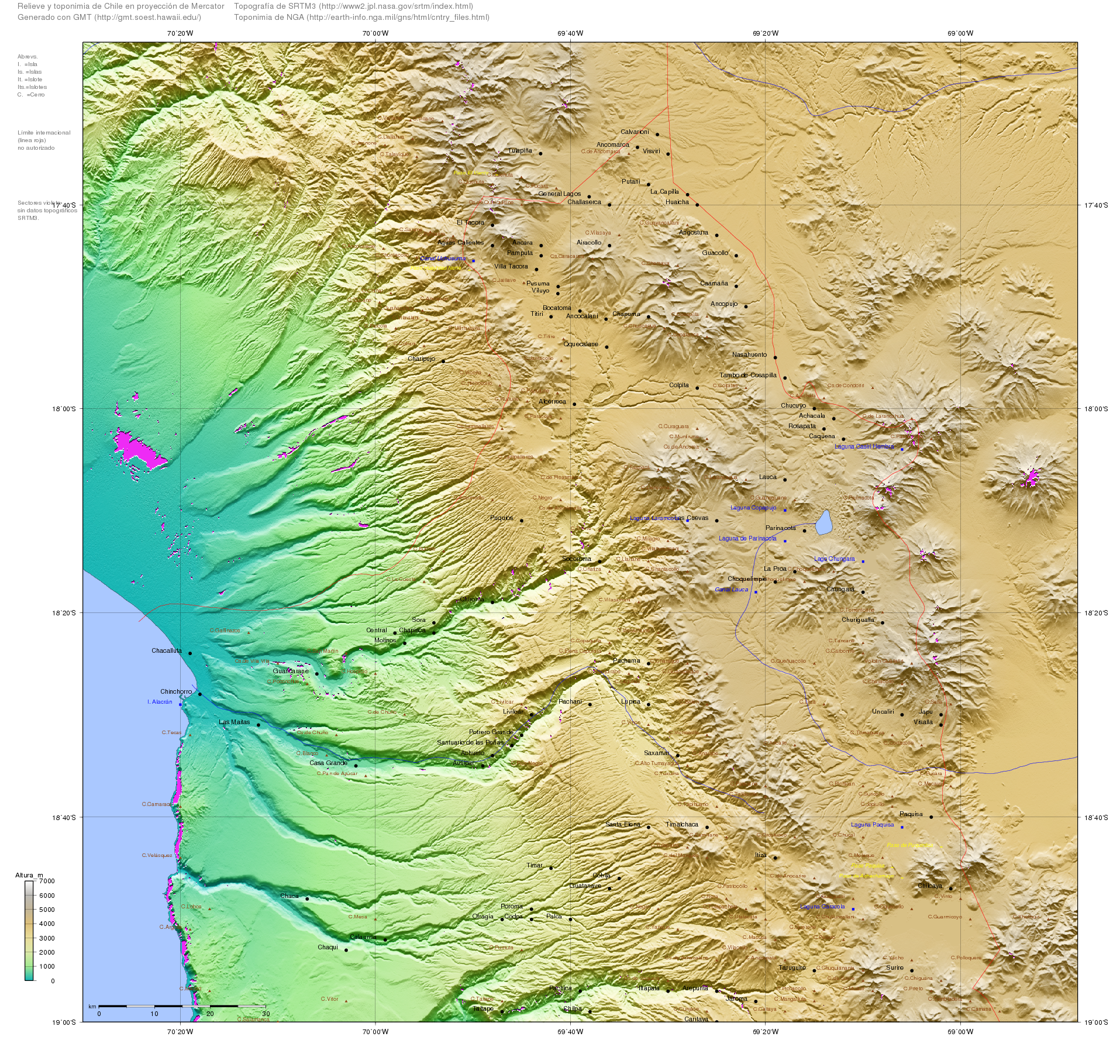
Relevo topográfico e toponímia da Região de Arica e Parinacota

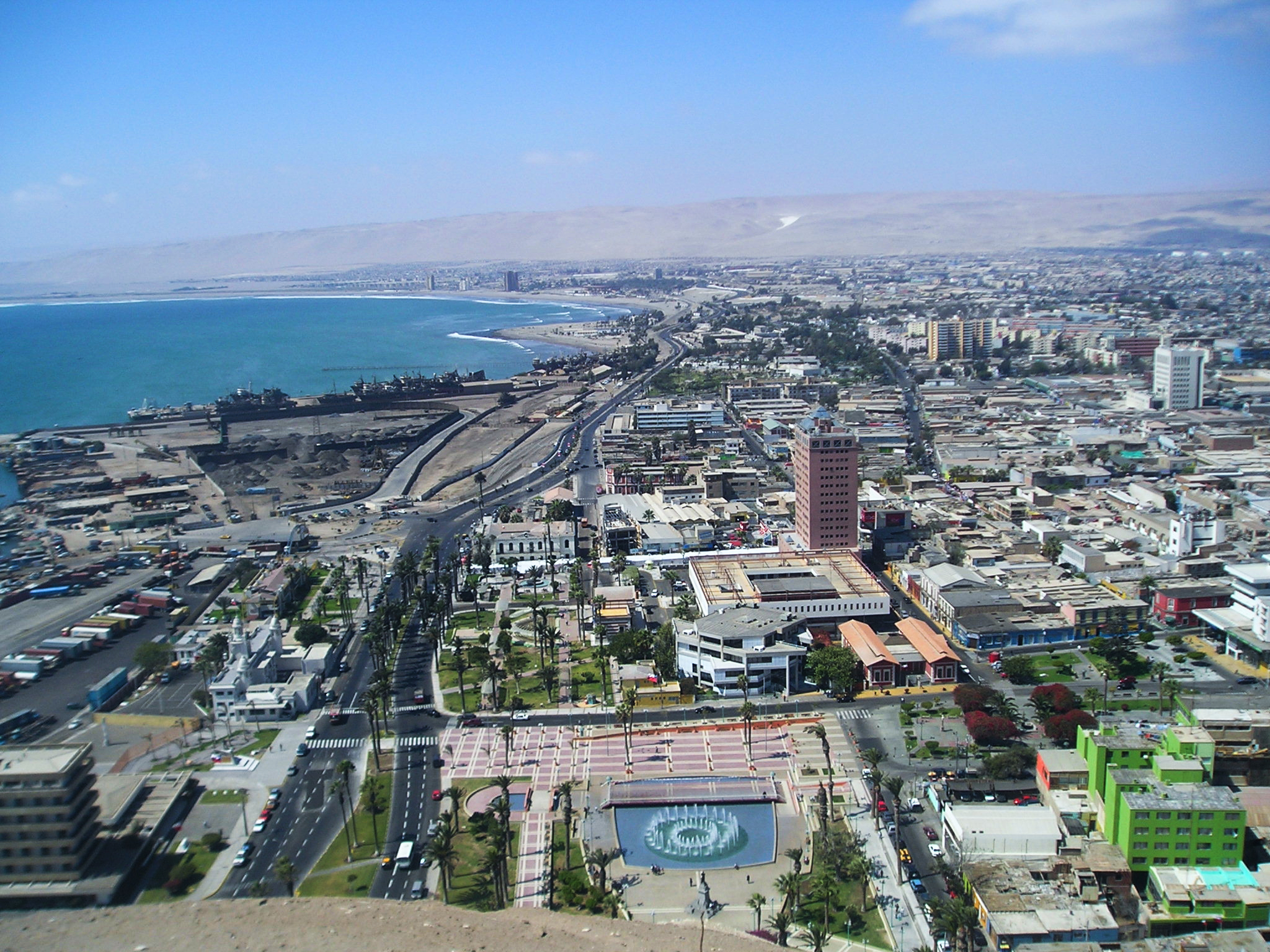
Vista panorâmica de Arica desde o morro.

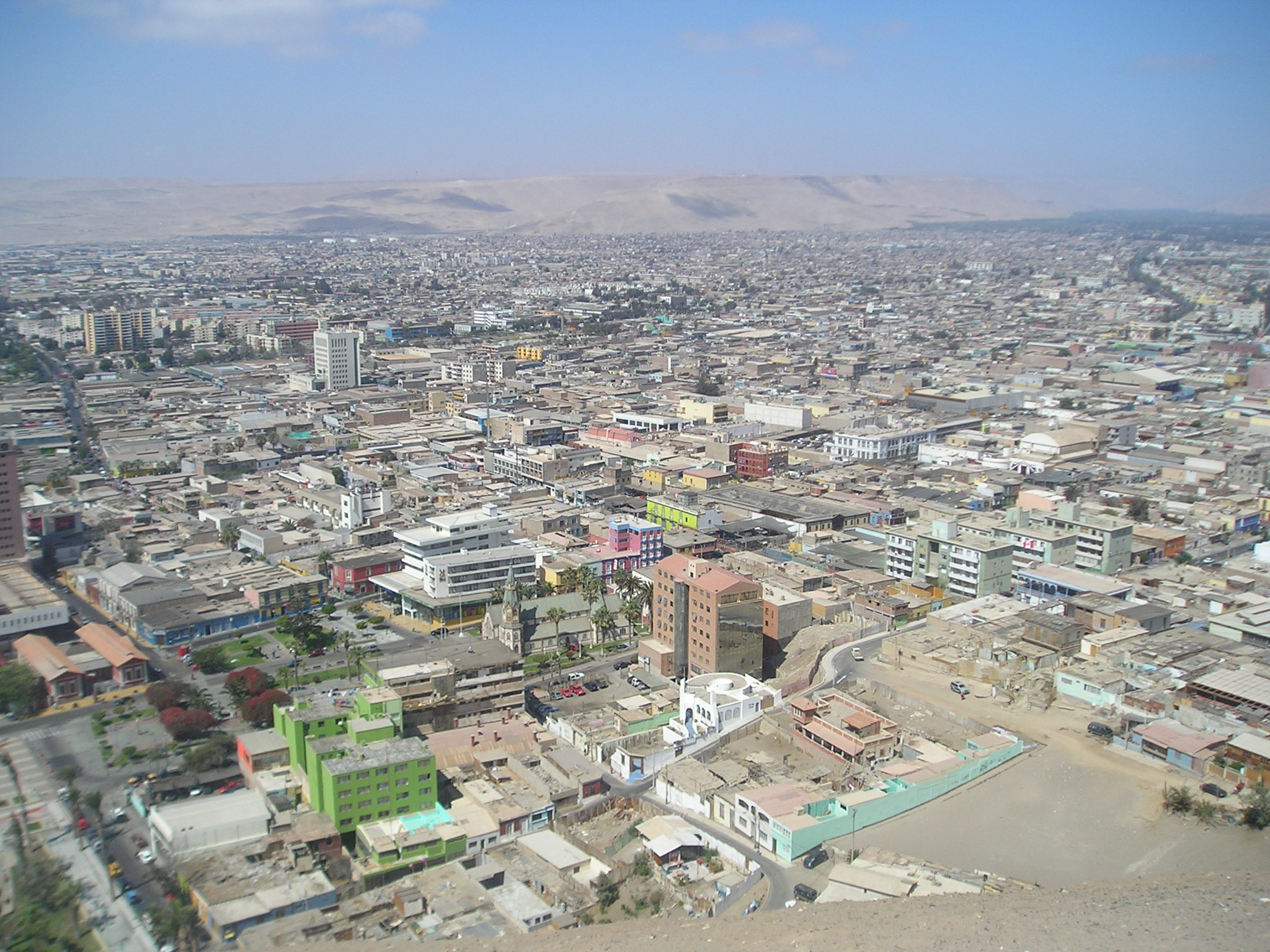
Vista panorâmica da crescente cidade de Arica.

Segundo os dados coletados no Censo demográfico do ano 2002 realizado pelo
Instituto Nacional de Estatísticas do Chile, a comuna possui uma superfície de 4.799,4 km² e uma população de 185.268 habitantes, dos quais 93.526 são mulheres e 91.742 são homens. A comuna de Arica acolhe 97,7% da população total da região, da qual um 5,30% corresponde população rural e 94,70% da população urbana.
A população é uma mistura entre os antigos indígenas da zona com escravos africanos e os europeus que chegaram em diferentes épocas.
O espaço urbano de Arica tem 175.441 habitantes, em um área de 41,89 km ². Em 2007 Arica tinha mais de 185.000 habitantes (sem contar os habitantes dos vales de Azapa e Lluta; com isso chegariam quase aos 194.000 habitantes).
As aldeias que formam a comuna são Villa Frontera e San Miguel de Azapa. Algumas aldeias insertas são Poconchile, Molinos, Sora, Las Maitas e Caleta Vítor.
| INE 1992     | INE 2002     |
| 161.333 hab. | 175.441 hab. |

### Divisão administrativa
A Comuna de Arica se divide nos seguintes distritos:
| Distrito censal       | População Censo 2002 | Superficie  |
| --------------------- | -------------------- | ----------- |
| Puerto                | 2.744 hab.           | 1,2 km²     |
| Regimiento            | 3.880 hab.           | 0,7 km²     |
| Chinchorro            | 12.816 hab.          | 13,3 km²    |
| San José              | 13.216 hab.          | 1,2 km²     |
| Población Chile       | 9.086 hab.           | 17,3 km²    |
| Azapa                 | 14.991 hab.          | 1.937,8 km² |
| José Manuel Balmaceda | 11.984 hab.          | 2,7 km²     |
| Carlos Dittborn       | 10.525 hab.          | 2,1 km²     |
| Parque Lauca          | 4.934 hab.           | 0,4 km²     |
| José Miguel Carrera   | 5.836 hab.           | 0,6 km²     |
| Condell               | 6.358 hab.           | 0,5 km²     |
| Fuerte Ciudadela      | 28.209 hab.          | 215,9 km²   |
| Chaca                 | 223 hab.             | 794,0 km²   |
| El Morro              | 3.286 hab.           | 0,9 km²     |
| Chacalluta            | 1.684 hab.           | 419,3 km²   |
| Molinos               | 649 hab.             | 1.376,0 km² |
| Pedro Blanquier       | 25.131 hab.          | 7,3 km²     |
| Cancha Rayada         | 17.530 hab.          | 5,3 km²     |
| Las Torres            | 11.878 hab.          | 2,9 km²     |
| Rezagados             | 308 hab.             |             |

## Administração
Arica pertence ao Distrito Eleitoral do Chile Nº1 e para a 1ª Circunscrição Senatorial (Tarapacá). É representada na Câmara dos Deputados do Chile do Congreso Nacional do Chile pelos deputados Ximena Valcarce de RN e Iván Paredes, IND. A sua vez, é representada no Senado do Chile pelos senadores Jaime Orpis da UDI e Fernando Flores, criador do movimento político Chile Primeiro.
A Ilustre Municipalidade de Arica é dirigida pelo alcalde Waldo Sankán Martínez (IND), o qual é assessorado pelos concelheiros:
- Elena Díaz (PC).
- María Teresa (RN).
- José Durana (UDI).
- Emilio Ulloa (RN).
- Marcela Palza (PDC).
- Eloy Zapata (PRSD).
- Patricia Fernández (FP).
- Javier Araya (IND).

## Economia

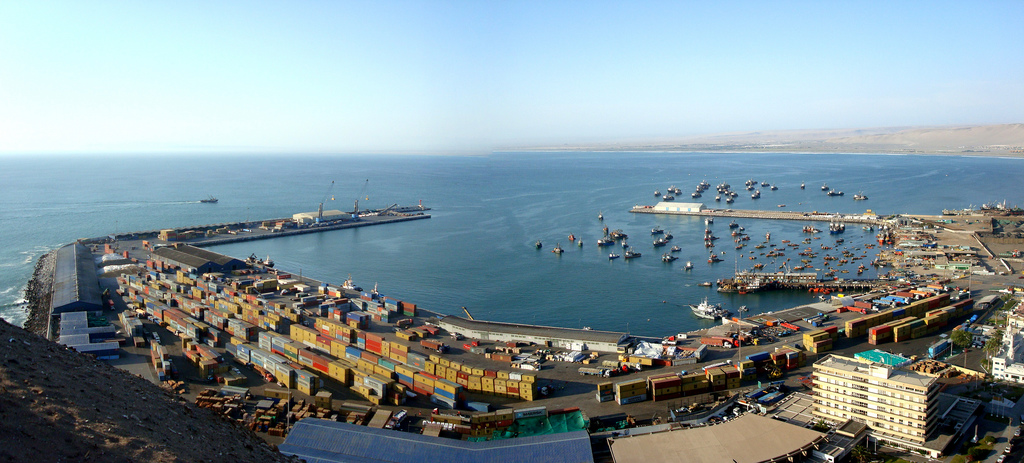
Porto de Arica.

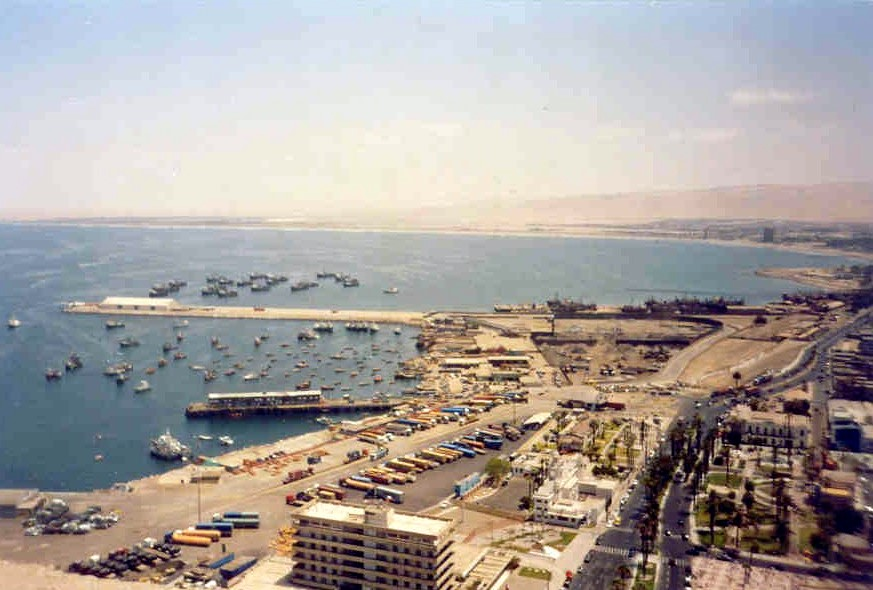
Vista panorâmica do porto e do píer ao serviço do Peru em Arica

Próxima de Arica se estende o Vale de Azapa, um oásis no Deserto do Atacama onde se cultivam hortaliças e azeitonas. A cidade viveu um grande auge durante o ciclo do salitre. Ao finalizar o mesmo, o governo chileno impulsou o desenvolvimento urbano com a criação de uma zona franca industrial e comercial em 1953.
Além disso, é um interessante centro arqueológico e antropológico onde se encontram as múmias mais antigas do mundo; possui petroglifos, geoglifos e uma vasta mostra de artesanato e objetos culturais com mais de 10 000 anos de historia pertencentes a culturas pré-incaicas andinas e marítimas.

### Turismo
Arica é também um notável centro turístico, com cassinos e zonas de praia. Sua latitude tropical e seu clima seco ensolarado a convertem em um lugar atrativo para o turismo. Se trata assim mesmo de um centro de comunicações ferroviárias com Bolívia e Peru, dispondo do Aeroporto Internacional Chacalluta para as comunicações aéreas. Atualmente, o desemprego nesta cidade é próxima a 0,8% da população ativa ariquenha.

### Indústria
O Parque Industrial de Arica ou Porta das Américas, projetado em seu inicio nas bordas da Rota Pan-americana Arica - La Serena, ao norte da cidade, se encontra atualmente imerso praticamente no centro geográfico de Arica. Caracterizado por sua grande extensão, possui boas vias de comunicação, como a Rota Pan-americana ou a nova ampliação da Avenida Capitão Avalos (anel viário), que conecta diretamente com o knot vial e as vias internacionais a Peru e Bolívia (corredor bioceânico); e também a conexão para a saída sul de Arica.
Outro parque industrial se encontra próxima do Aeroporto Internacional Chacalluta, o Parque Industrial Chacalluta administrado pela empresa Zona Franca de Iquique (ZOFRI) a qual está próxima da fronteira a escassos quilômetros dos controles aduaneiros e do limite com Peru.

## Atrativos turísticos

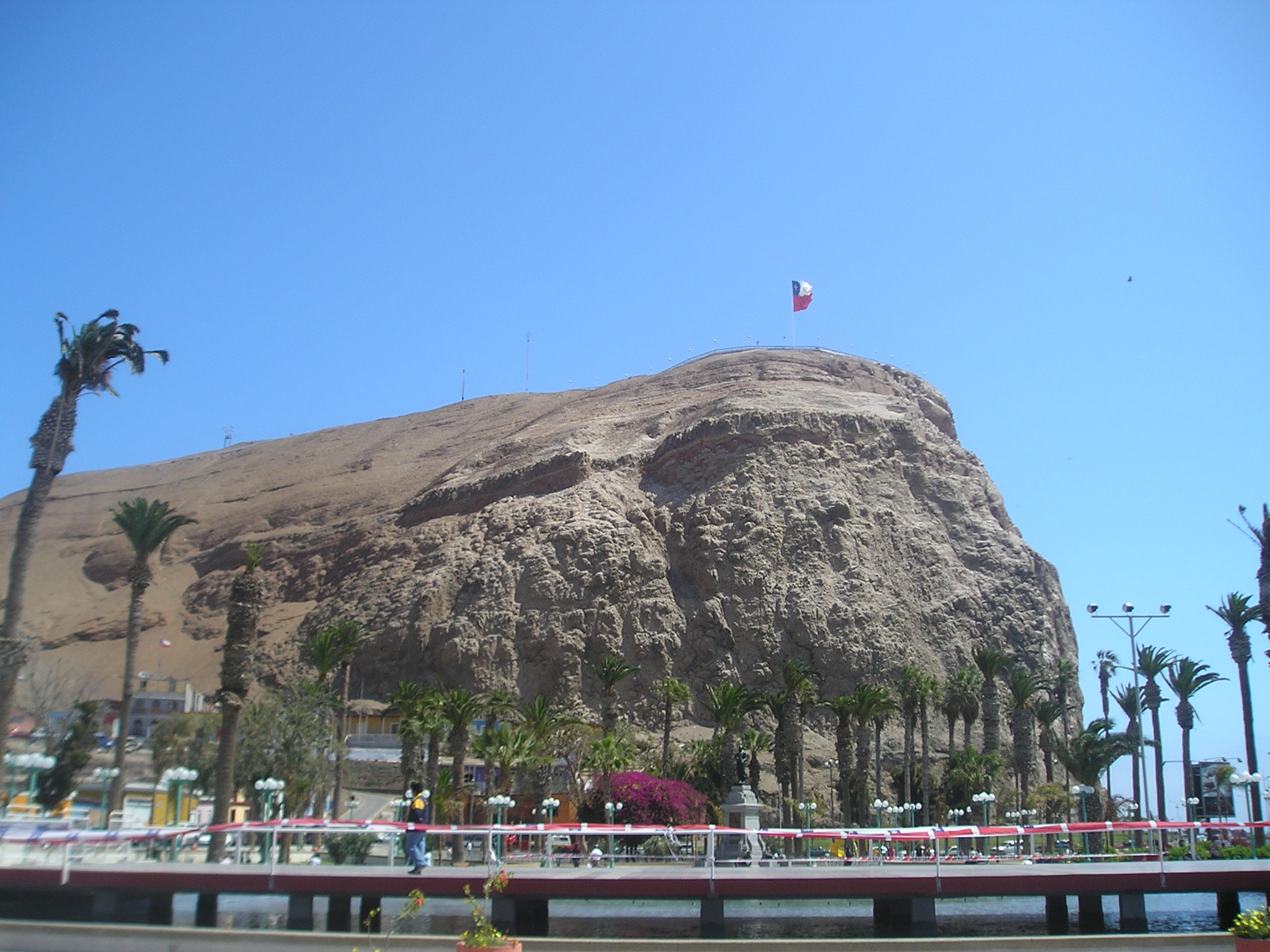
Morro de Arica

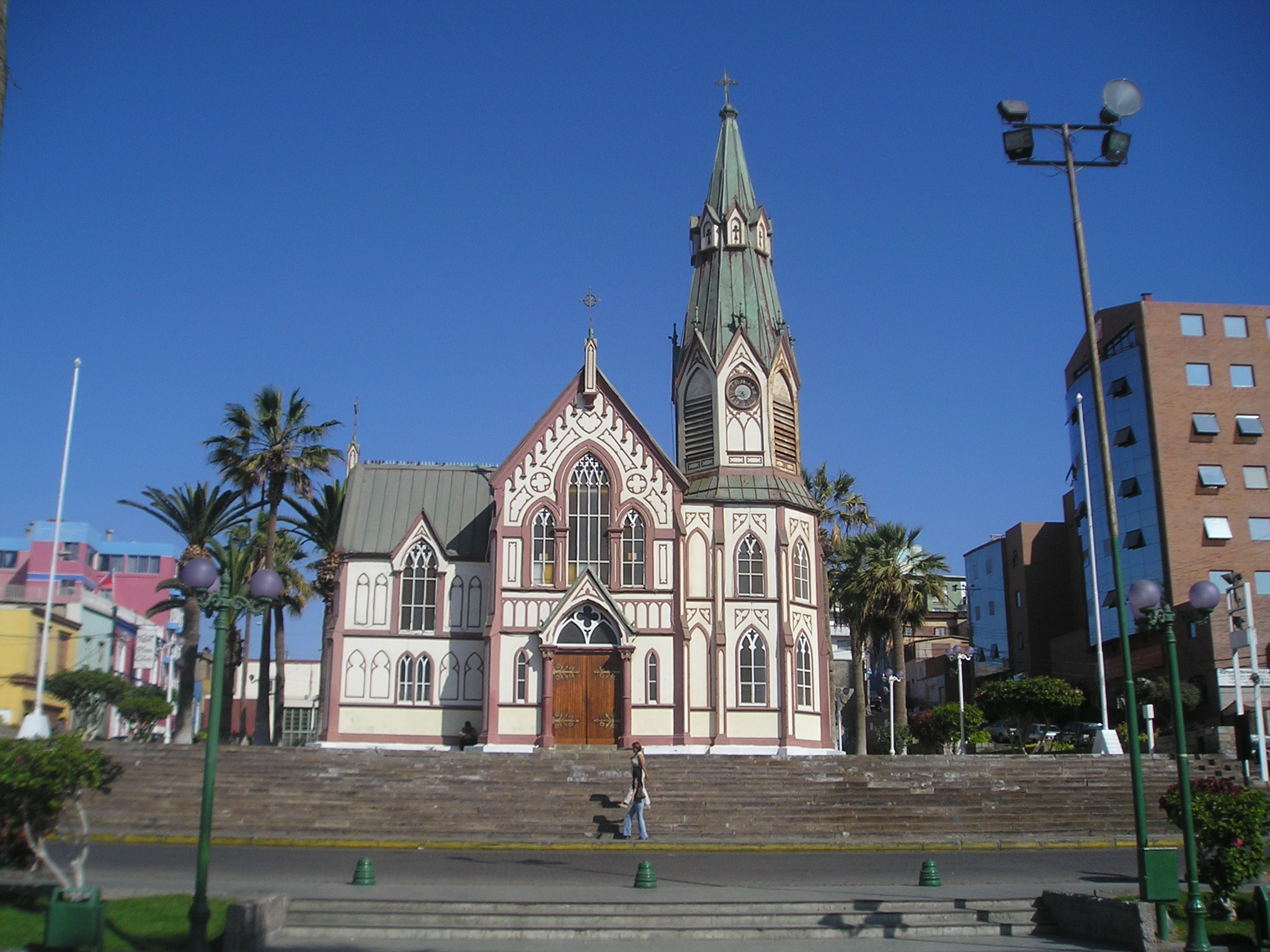
Catedral de São Marcos de Arica

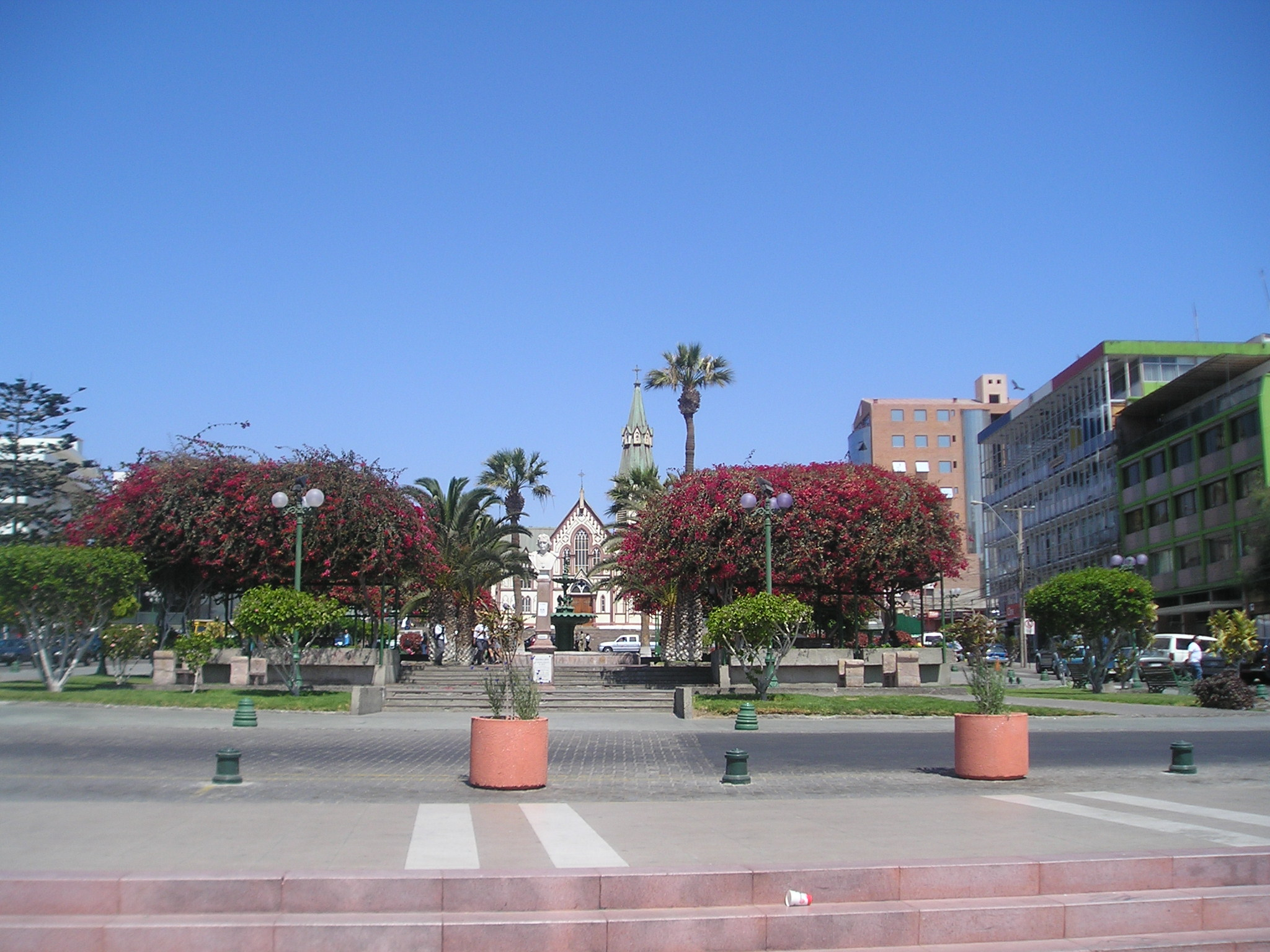
Praça Colón no centro de Arica

Entre os atrativos turísticos de Arica se encontram o Morro de Arica, a "Praça da Fundação" (correspondente ao centro cívico da cidade), a Catedral de São Marcos de Arica, a ex-Casa do Governo, a Casa da Cultura de Arica, a estação ferroviária Arica – La Paz, o Museu de San Miguel de Azapa, Museu do Mar de Arica e o Museu Histórico e de Armas de Arica. Para o entretenimento noturno se encontra o Cassino de Arica.

### Praias
São mais de 20 km de praias, e no que atravessa a Cordilheira da Costa do Pacífico Sul no setor norte, o que a faz particular e diferente ao resto das cidades de Chile em quanto a topografia.
De norte a sul se localizam as praias de Las Machas, Chinchorro, Praia do Alacrán, El Laucho, La Lisera, Playa Brava, Praia Arenillas Negras, Praia La Capilla, Corazones e Praia La Liserilla.

### Outros lugares turísticos
- Lago Chungará: Arica é a principal via de acesso para o lago, considerado um dos mais altos do mundo, com uma altura aproximada de 4517 m. Este se localiza dentro do Parque Nacional Lauca.

- Pucará de Copaquilla : a uns 3000 msnm, data do século XII, declarado Monumento Nacional, localizado em um promontório que cumpre a função de defesa, possui um duplo muro de pedra, que protege uma série de espaços internos. Desde este ponto é possível observar as quebradas e a Pré-cordilheira.

- Termas de Jurasi: a poucos quilômetros ao sudeste de Putre, pela Ruta CH-11, desviando-se por um caminho de terra. São águas de origem subterrânea que adotam temperaturas sobre os 40 °C que tem propriedades medicinais.

- San Miguel de Azapa, povoado localizado no Vale de Azapa, famoso por suas azeitonas e pelo museu antropológico.[4]

## Cultura
As atividades e eventos mais destacados:
- Janeiro: Carnaval com a Força do Sol, duas semanas antes que o de Viña del Mar com atividades artístico culturais e deportivas.
- Junho: Semana Ariquenha, com o Campeonato Nacional de Cueca.
- 29 de junho: Festa de São Pedro, com procissões de pescadores na baía.
- Julho: Maestros do Gringo, campeonato internacional de surfe.
- Outubro (primeiro domingo): Festa Grande da Virgem de Las Peñas, com mais de 40 000 pessoas que peregrinam 16 km por trilhas íngremes na pré - cordilheira do valle de Azapa até o Santuário Nossa Senhora de Las Peñas.
- 8 de dezembro, Festa Menina de Virgem de Las Peñas.

## Transporte

### Aeroporto Internacional de Arica
O Aeroporto Internacional Chacalluta abriga tanto destinos nacionais como internacionais. Devido a sua proximidade com Peru este aeroporto é utilizado normalmente tanto por ariqueños como por peruanos, por seus voos para o sul do Chile, especialmente a Santiago, servindo de ponte em viagens com destinos como Buenos Aires na Argentina, Paraguai, Uruguai, etc. Este aeroporto também serve de conexão entre o Aeroporto Internacional Comodoro Arturo Merino Benítez com o Aeroporto Internacional de El Alto de La Paz.
Em voos internacionais a Peru, recentemente a linha aérea Sky Airlines começou a operar três voos semanais entre o Aeroporto Internacional Rodríguez Ballón de Arequipa, onde proximamente terá uma conexão à Lima.

### Terminal Rodoviario Nacional
Localizado na Avenida Santa María com a Rua Diego Portales. É o ponto de chegada e saída dos ônibus nacionais e internacionais. Com saídas diárias ao resto do país e também para Peru, Bolívia, Argentina e Brasil principalmente.

### Porto de Arica
O porto ou Terminal Portuário de Arica é utilizado tanto para atracar e desatracar barcos de carga, como de cruzeiros internacionais. O Porto de Arica no ano 2008 se converteu no principal terminal de exportação e importação Boliviana. Isto consta de cinco píeres de atracamento e 27.0048 m² de armazenamento e outras dependências.

### Serviço de Trens
O serviço de trens de Arica a La Paz na Bolivia e de Arica a Tacna no Peru tem vivido seu auge e decadência devido ao melhoramento das vias terrestres e a melhora nos postos fronteiriços os que têm dinamizado o trânsito de pessoas como de carga.
Seu aporte a historia da cidade é muito importante, sobre tudo a começos do século XX, Por parte da ferrovia Arica a La Paz, serviço inaugurado em 1913, fica como testemunha deste auge uma estação terminal instalada em pleno centro cívico de Arica que é Monumento Nacional.
No caso da estação do Ferrovia Tacna - Arica, a estação esta localizada no km 60 da via férrea que une a ambos os países, sendo tradicionalmente usada por quem quer experimentar a romântica sensação de viajar de trem; ou em autovagão, neste extremo do país. A estação lamentavelmente se compõe apenas de um aden de serviços práticos e não tem os atrativos próprios de uma estação de trens, mas possuíssem em sua contrapartida os atrativos em Tacna.

#### Ferrovia Tacna – Arica
Localizado junto ao Píer Peruano de Arica, na Avenida Máximo Lira, pela estação de Arica passa a Ferrovia Tacna - Arica, uma ferrovia operada pelo Peru e que brinda o serviço entre Arica e a cidade de Tacna. Tem 62 km de extensão e uma bitola de 1.435.
Foi construído em 1856 pela empresa inglesa The Arica & Tacna Railway Co. Atualmente é a única via ferroviária internacional que possui o Peru e é a ferrovia mais antiga deste país que, todavia está em serviço, já que foi o segundo a construir-se, durante o governo de Ramón Castilla. O serviço de trens se iniciou em 1856 e foi dado em concessão por 99 anos. Ao ocupar os chilenos Tacna e Arica, durante a Guerra do Pacífico, a ferrovia estava em mãos da empresa inglesa Arica & Tacna Railway Co e não foi objeto de expropriação.
Depois do Tratado de Lima de 1929, Tacna voltou para a soberania peruana e toda a linha de trem em território chileno, ficou como propriedade peruana. Em 1955, ao nacionalizar-se o tem ficou sob a absoluta propriedade do Estado Peruano. Em 2005, junto ao Píer Peruano de Arica, o terreno de Chinchorro, a Casa Bolognesi e a Casa Yanulaque, passou a propriedade do Governo Regional de Tacna.

#### Ferrovia Arica - La Paz
Atualmente o serviço se encontra suspenso. O serviço de passageiros prestou serviços até 1997, ano em que se inauguraram as renovações rodoviárias na Ruta CH-11 que une Bolívia com Chile. Os serviços de carga foram interrompidos em 2001, logo depois das inundações e acidentes provocados pelas chuvas veraneias que esse ano teve características desusuais e destruíram as vias e as pontes do caminho férreo impossibilitando o cumprimento de contratos de carga.

## Educação

### Universidades
Cidade com tradição universitária, em que nos anos 1960 e 1970 se encontravam as sedes da Universidade de Chile e Universidade Católica do Norte; da fusão destas surge em 1981 a Universidade de Tarapacá, atualmente se encontram três universidades que pertencem ao conselho de reitores, incluídos a Universidade de Tarapacá, Universidade Arturo Prat e a Universidade de Los Lagos. Duas Universidades privadas também tem instalado sede na cidade, estas são a Universidade do Mar e a Universidade Santo Tomás localizadas no casco antigo de Arica.

## Esportes
Em outubro de 1901, a população peruana formou o primeiro clube de futebol da cidade chamado "The Arica Football Club" que foi presidido por E. Lizardo Belaúnde e competia com outros clubes da cidade de Tacna (Diário "O Morro de Arica" Nº 1115). Quando Arica foi sede da Copa do Mundo FIFA de 1962, o Chile conseguiu a classificação para a semifinal no Estadio Carlos Dittborn onde, vencendo ao campeão da Europa, a URSS, por 2 goles a 1, efetuados pelos selecionados Eladio Rojas e Leonel Sánchez. Além disso, nesta cidade se realizou o primeiro e único gol olímpico da historia dos mundiais quando o colombiano Marco Coll lhe anotou ao goleiro da URSS Lev Yashin em 3 de junho de 1962.
Em setembro de 2006, o ariquenho Patricio Sáez Godoy se coroa campeão mundial individual de caça submarina realizado em Lisboa, Portugal.
Entre 20 e 28 de junho de 2007 se desenvolveu o Campeonato Mundial de Surf "Rip Curl Pro Search Chile 2007". Atividade onde participam os melhores expoentes de surfe. Se coroa campeão o havaiano Andy Irons e na competência “Foster’s Surf Show Down” se coroam campeões Ramón Navarro e Manuel Selman.

### Clubes de Futebol

#### San Marcos de Arica
O CDA, Fundado em 14 de fevereiro de 1978, tem participado na primeira e segunda divisão do futebol profissional com o nome de Clube de Deportes Arica e na terceira divisão como Corporação Deportiva San Marcos de Arica. Joga no Estádio Carlos Dittborn.
- Em 1981 se coroa Campeão do Torneio de Abertura da Segunda Divisão. Deportes Arica teve como pioneiros do futebol em 1978 a um artilheiro chamado Alfredo Peña Parra (zagueiro nesse então de Ferroviários de Santiago de Chile), também a Juan Carlos Escanilla (volante de criação), Rivadeneira (frente) e Luis Escanilla (defesa), todos eles criaram em um momento o futebol profissional, e incluso se jogou contra Club de Fútbol Universidad de Chile com um saldo de 1-0 a favor de Deportes Arica. Em 1981, se titula Campeão da Copa Chile da Segunda Divisão, Campeão do Torneio da Segunda Divisão e obteve a Copa Campeão dos Campeões, ganhando do Colo-Colo por 3 gols a 2, em 31 de janeiro de 1982, no Estadio Carlos Dittborn. Desses logros, foram devido ao porte do recordado treinador Alicel Belmar.
- Se Coroa Campeão do Torneio de Terceira Divisão Sub-23, versão 2007, sendo o treinador Miguel Alegre, recuperando a categoria no futebol profissional. Ascende ao Torneio de Primeira B, versão 2008.

#### Universidade de Tarapacá
Desde o ano 2006 participa na terceira divisão do Futebol Nacional.

## Cidades irmãs
- Cochabamba, Bolívia
- La Paz, Bolívia
- Santa Cruz de la Sierra, Bolívia
- Cuiabá, Brasil
- Bressuire, França
- Eilat, Israel
- Taiohae, Arquipélago das Marquesas
- Monterrey, México
- Putla Villa de Guerrero, México
- Arequipa, Peru
- Tacna, Peru
- Artigas, Uruguai
- Montevidéu, Uruguai

Arica pertence a rede de Mercocidades, firmada por 180 metrópoles dos países membros do Mercosul.